# مستر پی
مستر پی (به انگلیسی: Master P) رپر، ترانه‌سرا، بازیگر، بازرگان آمریکایی است.
از فیلم‌های معروف او می‌توان به بازی در فیلم آدمکش‌های هالیوود، شکست‌ناپذیر و آبی تیره اشاره کرد.